# 四度加行
四度加行（しどけぎょう）は、日本密教において、修行者が阿闍梨となるための伝法灌頂を授かるに先立って修習される四段階の加行(けぎょう, 梵語：prayoga)の総称。空海は「四度加行」という名称を用いておらず、覚鑁によって「四度加行」が伝法灌頂を受けるための最低条件と定められたと考えられている。現代の四度加行の日数は空海の御遺告に基づき100日とする宗派が大半であるが、古来は特に日数を定めていない。しかし小野流では基本的に四度加行に数年を課しており、憲深は晩年になり護摩を許され感涙を流しているほど四度加行は容易に授けられるものではなかった。一方、仁和寺では四度加行を45日とした記録が残っており、弟子の機根に合わせた伝授が成されていた。
真言宗、天台宗それぞれの内部の流派により、順序や内容の細部に相違があるが、以下の四段階からなる。
1. 十八道法
  1. 荘厳行者法 - 浄三業、仏部、蓮花部、金剛部、被甲護身
  2. 結界法 - 地結、四方結
  3. 荘厳道場法 - 道場観、大虚空蔵
  4. 勧請法 - 送車輅、請車輅、迎請本尊
  5. 結護法 - 結界、虚空網、火院
  6. 供養法 - 閼伽、蓮花座、普供養
2. 金剛界法（広沢流では護摩を金剛界に摂するため胎蔵界法を先とする）
3. 胎蔵界法
4. 護摩の法

## 概要
密教僧としての資格である阿闍梨となるために必須の行となっている。
「十八道」「護摩法」の作法は「四度立て」または、「十八道立て」「別行立て」と呼ぶ。
「金剛界法」「胎蔵界法」の作法は「大法立て」と呼ぶ。
日本最古の密教の次第書は宇多法皇（寛平法皇）の残した『小僧次第』（現存）であるが、『小僧次第』には「護摩法」は存在せず、「胎蔵界法」次第には直筆の甲本と乙本、写本の丙本とがあり、共に内容が異なるために「胎蔵界法」次第は寛平法皇の編集とみられている。古法と比較すると、現行の『四度次第』は各項目の見出しは同じだが内容は古法と全く異なるものとなっている。また『四威儀』も、「袈裟偈」に見るように江戸時代の戒律復興運動の時期に、真言宗の慈雲尊者や天台宗の豪潮律師、黄檗宗の隠元禅師らに代表されるような、禅密双修の中国密教による『禅の四威儀』から伝えられたものであり、寛平法皇の『小僧次第』に添えられている「切紙」が伝える密教の所作と真言で構成された『古法の四威儀』とは、やはり内容が異なっている。